# Rajd ELPA 1996
Rajd Elpa 1996 (21. Elpa Rally Halkidiki) – 21. edycja rajdu samochodowego Rajd Elpa rozgrywanego w Grecji. Rozgrywany był od 31 sierpnia do 1 września 1996 roku. Była to trzydziesta piąta runda Rajdowych Mistrzostw Europy w roku 1996 (rajd miał najwyższy współczynnik - 20) oraz czwarta runda Rajdowych Mistrzostw Grecji. Składał się z 20 odcinków specjalnych.

## Klasyfikacja rajdu
| Miejsce                      | Kierowca                     | Pilot                        | Samochód                        | Czas                         | Strata                       |                              |
| Klasyfikacja generalna i ERC | Klasyfikacja generalna i ERC | Klasyfikacja generalna i ERC | Klasyfikacja generalna i ERC    | Klasyfikacja generalna i ERC | Klasyfikacja generalna i ERC | Klasyfikacja generalna i ERC |
| ---------------------------- | ---------------------------- | ---------------------------- | ------------------------------- | ---------------------------- | ---------------------------- | ---------------------------- |
| 1.                           | Leonídas Kirkos              | Ioánnis Stavropoulos         | Ford Escort RS Cosworth         | 3:27:02                      | 0.0                          |                              |
| 2.                           | Armodios Vovos               | Ioánnis Alvanos              | Lancia Delta HF Integrale       | 3:28:41                      | +1:39                        |                              |
| 3.                           | Kurt Göttlicher              | Josef Pontinger              | Ford Escort RS Cosworth         | 3:32:41                      | +5:39                        |                              |
| 4.                           | Jean-Pierre Richelmi         | Thierry Barjou               | Ford Escort RS Cosworth         | 3:33:32                      | +6:30                        |                              |
| 5.                           | Constantin Aur               | Dumitru Boboescu             | Toyota Celica Turbo 4WD (ST185) | 3:44:26                      | +17:24                       |                              |
| 6.                           | Ioannis Papadimitriou        | Nikolaos Petropoulos         | Ford Escort RS Cosworth         | 3:44:38                      | +17:36                       |                              |
| 7.                           | Giovanni Recordati           | Freddy Delorme               | Lancia Delta HF Integrale       | 3:49:11                      | +22:09                       |                              |
| 8.                           | Takis Dimitrakopoulos        | Giorgos Kotsalis             | Renault Clio Williams           | 3:50:22                      | +23:20                       |                              |
| 9.                           | Grigoris Nioras              | Kostas Lytras                | Nissan Sunny GTi                | 3:52:21                      | +25:19                       |                              |
| 10.                          | Gianmarino Zenere            | Massimo Sghedoni             | Renault Mégane Maxi             | 3:54:25                      | +27:23                       |                              |
| Mistrzostwa Grecji           |                              |                              |                                 |                              |                              |                              |
| 1.                           | Leonídas Kirkos              | Ioánnis Stavropoulos         | Ford Escort RS Cosworth         | 3:27:02                      | 0.0                          |                              |
| 2.                           | Armodios Vovos               | Ioánnis Alvanos              | Lancia Delta HF Integrale       | 3:28:41                      | +1:39                        |                              |
| 3.                           | Ioannis Papadimitriou        | Nikolaos Petropoulos         | Ford Escort RS Cosworth         | 3:44:38                      | +17:36                       |                              |
| 4.                           | Takis Dimitrakopoulos        | Giorgos Kotsalis             | Renault Clio Williams           | 3:50:22                      | +23:20                       |                              |
| 5.                           | Grigoris Nioras              | Kostas Lytras                | Nissan Sunny GTi                | 3:52:21                      | +25:19                       |                              |